# Flagge Irans
Die Flagge Irans oder Flagge von Iran ist in ihrer jetzigen Form seit dem 29. Juli 1980 gültig und spiegelt die Veränderungen wider, die Iran seit der Islamischen Revolution durchlief.

## Beschreibung

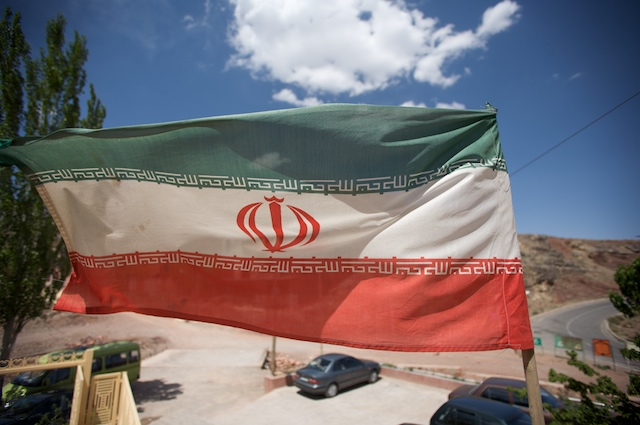
Iranische Flagge in einem Bergdorf

Die Flagge Irans besteht aus drei gleich großen, horizontalen Streifen: oben grün, in der Mitte weiß und unten rot. Dabei symbolisiert grün den Islam, weiß Frieden und Freundschaft und rot Mut und vergossenes Blut im Krieg. Die Farben haben in Persien eine lange Tradition, die sich mindestens bis ins 18. Jahrhundert zurückverfolgen lässt. Als Trikolore finden sie sich erstmals auf der Nationalflagge von 1906.
Im Zentrum befindet sich das iranische Hoheitszeichen; sein Durchmesser entspricht einem Siebtel der Flaggenlänge. Zusätzlich wurden der grüne und der rote Streifen um 22 (2×11) quadratkufische Schriftzüge von Allāhu Akbar (الله أَكْبَر, deutsch: „Allah ist am größten“) ergänzt. Dies ist ein Verweis auf den Beginn der sogenannten Islamischen Revolution am 22. Tag des elften Monats im iranischen Kalender (11. Februar 1979).

## Geschichte
Bereits in der Antike verwendeten die Perser Flaggen als Symbol. Kyros II. verwendete, laut dem Geschichtsschreiber Herodot, einen goldenen Adler mit ausgestreckten Flügeln auf weißem Grund.
In Chabis (auch Khabis; Schahdad in Kerman), der alten Hauptstadt in Südost-Iran am Westrand der Wüste Lut wurde eine kleine Metallflagge gefunden, die aus dem Jahre 3000 v. Chr. stammt, was sie zur ältesten Flagge der Welt machen würde. Unter den Symbolen, die auf der Flagge eingeätzt waren, befanden sich auch Löwe und Sonne, die in der ganzen iranischen Geschichte immer wieder erscheinen. Beispiele für die gemeinsame Nutzung finden sich auch im 13. Jahrhundert, die erste bekannte Flagge aus Stoff mit Löwe und Sonne stammt aus dem 15. Jahrhundert.
Tahmasp I., der von 1524 bis 1576 Schah von Persien war, benutzte ein Schaf mit der aufgehenden Sonne auf grünem Grund, statt des sonst üblichen Löwen, weil er im Monat Farwardin geboren wurde, dessen Symbol das Sternbild des Widder ist. Nach seiner Regentszeit wechselte man zurück zum Löwen. Im 18. Jahrhundert wurde ein Schwert zum Löwen gefügt. Es findet sich auf der Flagge von Aga Mohammed Khan wieder, dem ersten Regenten der Kadscharen, die zwischen 1794 und 1925 Persien regierten. Im 19. Jahrhundert fanden sich Löwe und Sonne auf weißem Grund umrahmt von roten und grünen Kanten.

Flagge der Choresm-Schahs (992–1220), seit 2007 außerdem Zweitflagge zur Trauerbekundung
Flagge unter Schah Ismail I. (1502–1524)
Flagge von Tahmasp I. (1524–1576)
Flagge der Safawiden (1576–1665)
Flagge der Safawiden (1665–1722)
Königliche Flagge Nadir Schahs (1736–1747)
Reichsflagge der Afschariden (1736–1796)
Staatsflagge der Afschariden (1737–1796)
Flagge der Zand-Fürsten (1750–1794)
Flagge von Aga Mohammad Khan (1797)
Flagge von Fath Ali Schah (1797–1848)
Flagge von Amir Kabir (1848–1907)

Die grün-weiß-rote Trikolore wurde offiziell am 5. August 1906 angenommen mit einem Seitenverhältnis von 1:3. Ihre Färbung wird in einigen Quellen als blass beschrieben, was aber nicht gesichert ist. Sicher ist die Farbgebung ab 1925. Dies wurde 1964 in ein Verhältnis von 4:7 umgewandelt. Die Staatsflaggen und ab 1910 auch die Kriegsflaggen zeigten zusätzlich einen Löwen mit einem Schwert und einer aufgehenden Sonne. Mit der sogenannten Islamischen Revolution wurde der Löwe durch das jetzige Emblem ersetzt.

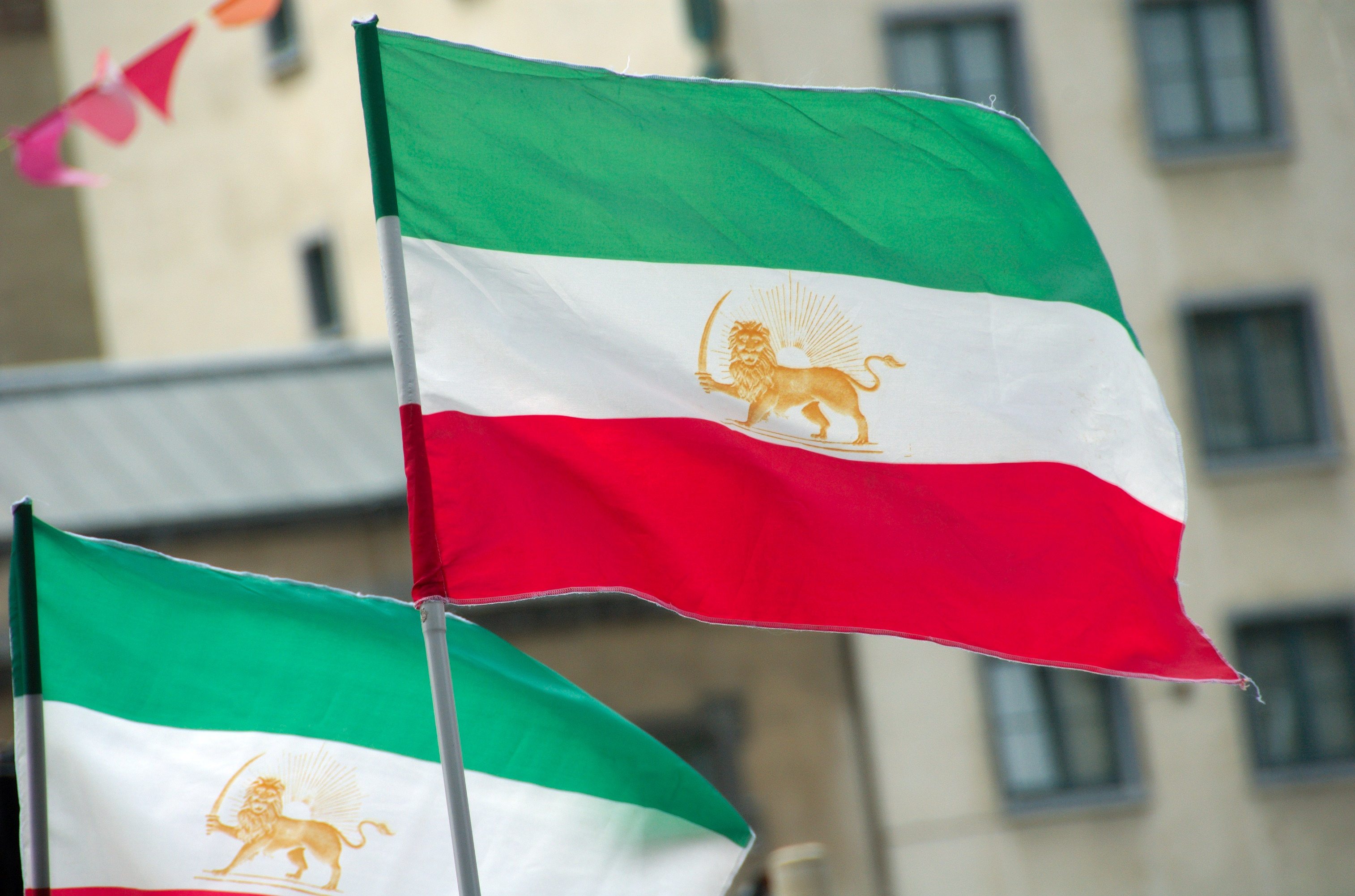
Die alte Flagge bei einer Veranstaltung in Brüssel (2007)

~1:3  Bürgerliche und Handelsflagge (1906–1925)
~1:3  Staatsflagge (1906–1925)
~1:3  Bürgerliche und Handelsflagge (1925–1964)
~1:3  Staatsflagge (1925–1964)

4:7  Bürgerliche und Handelsflagge (1964–1979)
4:7  Staatsflagge (1964–1979)
4:7  Kriegsflagge zu Land und zur See (1964–1979)

Das Kaiserreich Iran führte außerdem folgende Standarten:

Standarte des Kaisers (Schahanschah Mohammad Reza Pahlavi)
Standarte der Kaiserin (Schahbanu Farah Pahlavi)
Standarte des Kronprinzen (Schahzade Reza Pahlavi)

## Vorschriften
Laut einer Regierungsverordnung vom 18. Juli 2007 darf die Nationalflagge der Islamischen Republik Iran nicht auf halbmast gesetzt werden, da dies eine Respektlosigkeit gegenüber dem Wort „Allah“ auf der Flagge wäre. Gleiches gilt auch für die Flagge Saudi-Arabiens und die Flagge Somalilands. Falls vorhanden, soll als Trauerbekundung auf einem zweiten Mast eine schwarze Flagge gesetzt werden.

### Hauptquellen
- Flags of the World – Iran (englisch)